# Chloroscombrus chrysurus
O palombeta (Chloroscombrus chrysurus) é uma espécie de peixe teleósteo perciforme da família dos carangídeos. Tais peixes são comuns nos mares do Sudeste do Brasil, principalmente em baías e estuários, chegando a medir até 30 cm de comprimento. Também são conhecidos pelos nomes de carapau, folha-de-mangue, juvá, palometa, pilombeta e vento-leste.